# Красильниковы
Краси́льниковы — род российских предпринимателей, занимавшихся оружейным производством и выплавкой металлов. Выходцы из тульских оружейников, Красильниковы являлись одной из семей близкого круга Демидовых, с которых брали пример в своей деятельности.
Род известен с XVII века. Как правило, упоминаются среди посадских людей, начиная с XVIII века — как оружейники, затем как металлопромышленники.

## Состав рода

### Марк Евсеевич Красильников
Основателем рода считается Марк Евсеевич Красильников. По данным И. Н. Юркина, на него опосредовано указывает генеалогия Петра Лукьяновича Красильникова, прадедом которого назван Евсей Красильников. Однако другие исследователи отождествляют эту персоналию со строителем Тульского оружейного завода Марком Васильевичем Сидоровым-Красильниковым.
Марк Васильевич Сидоров-Красильников родился в конце XVII века. Был обучен чтению и письму. Его отец, Василий Андреевич Сидоров, — бывший тульский посадский, с 1705 года ставший казённым кузнецом, в 1710 — станочным мастером, а в 1711 году получивший статус главного палашного мастера.
Городской усадьбой Красильниковых с 1709 года был участок в районе нынешнего универмага «Детский мир» на улице Советской. Он достался Красильниковым в качестве заклада по долгу и впоследствии не раз становился предметом судебных тяжб.
Красильников построил в Туле несколько заводских зданий и был тесно связан с Никитой Демидовым, в частности, давал за него расписки, так как сам Демидов писать не умел.
Марк Сидоров-Красильников скончался 11 (22) июня 1714 года после непродолжительной болезни, через полгода после запуска Тульского оружейного завода. Его пережили отец, жена и сыновья Семён и Лукьян.

### Семён Маркович и Лукьян Маркович Красильниковы
Семён Маркович Красильников (ок. 1701 — ?) и Лукьян Маркович (начало XVII века — не позднее 1746) занимались оружейным делом.
Лукьян Маркович служил приказчиком у Акинфия Никитича Демидова, по-видимому, достаточно продолжительное время. Его назначение на такую ответственную и требующую высокого доверия должность, вероятно, было связано с женитьбой Красильникова на дочери Никиты Демидова, состоявшейся не позднее марта 1711 года.
В 1727 году братья Красильниковы, вместе с двоюродным братом Иваном Евсеевичем Небогатовым (? — 1732), комиссаром Казанской крепостной конторы, начали выплавку меди на восстановленном Саралинском медеплавильном заводе на реке Каринка в Казанской губернии. В 1730 году работа завода была прекращена, а в 1731 Небогатов забрал свою долю из предприятия (включая часть оборудования). Братья построили на Каринка новый медеплавильный завод (Коринский), который заработал в 1732 году. За время существования с 1732 по 1817 год производство давало около 7,5 т меди в год с рекордной выплавкой в 1742 году 25 т.

### Потомки Семёна Марковича Красильникова
У Семёна Марковича Красильникова известно два сына, Лукьян (1724 — ?) и Григорий (ок. 1726 —1774).

#### Григорий Семёнович Красильников
Григорий Семёнович Красильников (ок. 1726 — 1774), сын Семёна Марковича Красильникова, продолжил и расширил отцовское дело. В 1742—1766 годах в Оренбургской губернии им были открыты медеплавильный завод на реке Шаран и железоделательный завод на реке Илдиан.

#### Пётр Григорьевич Красильников
Пётр Григорьевич Красильников (? — 1790-е), единственный сын Григория Семёновича Красильникова, поступил на военную службу в гвардию, дослужился до прапорщика. Благодаря службе в 1790 году получил потомственное дворянство. Его потомкам перешёл по наследству медеплавильный завод на Шаране.

### Потомки Лукьяна Марковича Красильникова
В браке с Анастасией Демидовой родились сыновья Тихон (ок. 1714 — ?) и Пётр (ок. 1721 — не ранее 1780-х годов).

#### Тихон Лукьяновича Красильников
Тихон Лукьяновича Красильников (ок. 1714 — ?), сын Тихона Лукьяновича Красильникова. Имел четверых детей: Василия (род. ок. 1736), Семёна (род. ок. 1740), Григория (род. ок. 1742), Алексея (умер ок. 1743).

#### Пётр Лукьянович Красильников
Пётр Лукьянович Красильников (ок. 1721 — не ранее 1780-х гг.), младший сын Лукьяна Марковича Красильникова. В 1757 году получил в аренду две печи Шилвинского медеплавильного завода бывшего компаньона деда И. Е. Небогатова и его сыновей. В 1759 году стал владельцем половины завода, а в 1763 выкупил оставшуюся долю. Имел пять детей, четырёх сыновей — Семёна (ок. 1740 — не позднее 1797), Ивана (ок. 1743 — не позднее 1797), Петра (ок. 1744 — не позднее 1797), Николая (не ранее 1744 — 14 (25) сентября 1797 года) — и дочь. Шилвинский завод был продан Николаем Петровичем Красильниковым уфимскому купцу А. М. Подъячеву незадолго до смерти.

#### Семён Тихонович Красильников
Семён Тихонович Красильников (1739 или 1740 — 1 марта 1809, с. Сарали, Елабужский уезд, Вятская губерния), сын Тихона Лукьяновича Красильникова, по наследству владел медеплавильным заводом на реке Каринке и продолжил медеплавильное дело на этом заводе. Числился тульским оружейником, но всю жизнь прожил в с. Сарали Казанского, позже Елабужского уезда. В 1790 г. был награжден чином коллежского комиссара. В 1793 г. выбыл из тульских оружейников. Пытался оспорить продажу Шилвинского медеплавильного завода, но не преуспел.

## Возможные представители рода Красильниковых
Достоверно неустановлена принадлежность к роду Красильниковых следующих лиц:
- Яков Петрович Красильников — тульский посадский человек, купец. Упоминается в 1727, 1730 и 1748 годах.
- Василий Красильников — приказчик в доме Никиты Демидова в Москве на Мясницкой улице, упоминается в 1766 году.

## Предприятия Красильниковых
Роду Красильниковых в разное время принадлежали следующие предприятия:
- Саралинский медеплавильный завод на реке Каринке в Казанской губернии — бывший казённый завод, работал с 1727 по 1731 год, выплавил около 9 т меди.
- Елабужский железный завод — бывший казённый завод.
- Коринский (Ново-Коринский) медеплавильный завод в Казанской губернии — новый завод, работал с 1732 по 1817 год, выплавил около 632 т меди.
- Архангельский медеплавильный завод на реке Шаран в Оренбургской губернии — новый завод, работал с 1754 года, средняя производительность — около 7—8 т меди в год.
- Илдианский железный завод на реке Илдиан (в настоящее время Берёзовка) в Оренбургской губернии — новый завод, построен в 1762—1766 годах[2][4], закрыт предположительно в начале 1770-х.
- Шилвинский медеплавильный завод на реке Шилва в Казанской губернии — бывший завод Небогатовых.

## Наследие
В Туле сохранился дом Красильниковых на Демидовской улице, в котором они обосновались примерно во второй половине XVIII века. Достоверные сведения об этом владении относятся к рубежу XVIII—XIX века, когда двор был отмечен на карте. Крепкая кирпичная постройка и район, в котором находился двор Красильниковых, говорит об их возвышении: здесь жили в том числе и сами Демидовы.